# شهاب حاجيه
شهاب حاجيه (1 أبريل 1963 -) هو ممثل كويتي

## حياته
عمل كـحارس مرمى في نادي السالمية الكويتي بعام 1977 لفترة، بينما دخل المجال الفني مع الفنان طارق العلي بمسرحية مايصح الا الصحيح بعام 2002 وما زال مستمر في تقديم أعماله الفنية سواء على المسرح أوالتلفزيون.

## أعماله

### في التلفزيون
| سنه الإنتاج | اسم المسلسل                  | بمشاركة                                                                               |
| ----------- | ---------------------------- | ------------------------------------------------------------------------------------- |
| 2003        | قرقيعان                      | داوود حسين، حسن البلام                                                                |
| 2004        | للحياة وجه آخر               | خالد أمين، عبدالله ملك، إبراهيم الزدجالي، منى شداد، فاطمة عبد الرحيم، شهد الياسين     |
| 2005        | شملان                        | جاسم النبهان، عبير الجندي، خالد البريكي، هبة الدري                                    |
| 2005        | جني وعطبة                    | مريم الصالح، غانم الصالح، أحمد جوهر، عبد الرحمن العقل                                 |
| 2006        | بلا قيود                     | سعد الفرج، أحلام محمد، هدى الخطيب، علي جمعة، فاطمة عبد الرحيم                         |
| 2006        | وسع صدرك - برنامج كوميدي     | طارق العلي، هيا الشعيبي                                                               |
| 2006        | الرحى                        | سعاد عبدالله، أسمهان توفيق، خالد أمين، سعاد علي، مرام، أحلام حسن                      |
| 2006        | زارع المشموم                 | عبد الناصر درويش، حسن البلام                                                          |
| 2006        | فضفضة                        | عبد الرحمن العقل، محمد العجيمي، حسن البلام، منى شداد                                  |
| 2006        | أوراق منسية                  | عبد الرحمن العقل، محمد العجيمي، ليلى السلمان، مي عبدالله                              |
| 2007        | في البيوت أسرار              | جاسم النبهان، غازي حسين، بدرية أحمد، أميرة محمد، عبير الجندي                          |
| 2007        | هذا ولدنا                    | طارق العلي، جمال الردهان، محمد الصيرفي، رزيقة الطارش، هيا الشعيبي، هند البلوشي        |
| 2007        | جمانة                        | أحمد السلمان، طيف، خالد البريكي، شيماء سبت، شجون الهاجري                              |
| 2007        | فوازير حليمة                 | حليمة بولند، غرور                                                                     |
| 2008        | عيني عينك                    | عبد الكريم الأشموري، نوال عاطف، إبراهيم شرف الدين                                     |
| 2008        | أم سعف جتكم                  | طارق العلي، هيا الشعيبي                                                               |
| 2008        | عائلتي                       | أحمد السلمان، إلهام الفضالة، شجون الهاجري، عبدالله بوشهري                             |
| 2008        | سقوط الأقنعة                 | أحمد السلمان، عبير الجندي، شيماء سبت، سلمى سالم، ملاك، صمود                           |
| 2008        | وشاءت الاقدار                | غازي حسين، طيف، محمد الصيرفي، ملاك، شهاب جوهر                                         |
| 2008        | التنديل                      | عبد الحسين عبد الرضا، عبد العزيز الجاسم، إبراهيم الحربي، عبد المحسن النمر             |
| 2009        | عيني عينك - الجزء الثاني     | عبد الكريم الأشموري، نوال عاطف، إبراهيم شرف الدين                                     |
| 2009        | أيام تحفة                    | محمد جابر، أحمد الصالح، جمال الردهان، فخرية خميس، أحمد السلمان                        |
| 2009        | طول بالك                     | طارق العلي، هيا الشعيبي                                                               |
| 2009        | قلوب حائرة                   | هدى الخطيب، علي جمعة، منى شداد، سلمى سالم، صمود، غرور                                 |
| 2009        | موزه ولوزه                   | إلهام الفضالة، هيا الشعيبي، أحمد السلمان، ليلى السلمان                                |
| 2009        | عماكور                       | عبد الناصر درويش، حسن البلام                                                          |
| 2010        | عيني عينك - الجزء الثالث     | عبد الكريم الأشموري، نوال عاطف، إبراهيم شرف الدين                                     |
| 2010        | حريم عنزروت                  | هيا الشعيبي، مي عبدالله                                                               |
| 2010        | العب غيرها                   | باسمة حمادة، محمد العجيمي، عبير الجندي، يعقوب عبد الله، محمود بوشهري                  |
| 2010        | أنين                         | صلاح الملا، أميرة محمد، شيماء علي، يعقوب عبد الله، محمود بوشهري، صمود، غرور           |
| 2010        | زمن مريان                    | طارق العلي، جمال الردهان، محمد العجيمي، منى شداد، هند البلوشي                         |
| 2010        | المنقسي                      | غانم الصالح، أحمد جوهر، عبد الرحمن العقل، منى شداد                                    |
| 2011        | خريف العمر                   | محمد جابر، أحمد الصالح، فخرية خميس                                                    |
| 2011        | 2 في الإسعاف                 | ناصر محمد، أحمد العونان، أحمد السلمان، هبة الدري                                      |
| 2011        | كل يوم سالفة                 | عبد الرحمن العقل، منى شداد                                                            |
| 2011        | سعيد الحظ                    | عبد الناصر درويش، محمد العيسى، منى شداد، سلمى سالم                                    |
| 2011        | الحب لا يكفي أحيانا          | هدى حسين، حسين المنصور، أحمد إيراج                                                    |
| 2011        | حريم عنزروت - الجزء الثاني   | هيا الشعيبي، مي عبدالله                                                               |
| 2011        | الفلتة                       | طارق العلي، منى شداد، سلطان الفرج، مبارك المانع                                       |
| 2012        | مضارب بن قرقاص               | علي المدفع، سعد المدهش، حسن البلام، فخرية خميس، ريماس منصور                           |
| 2012        | واي فاي - برنامج كوميدي      | داوود حسين، حسن البلام، حبيب الحبيب، عبدالإله السناني                                 |
| 2012        | شارع 90                      | جاسم النبهان، أسمهان توفيق، باسمة حمادة، زهرة الخرجي، خالد البريكي، شيماء علي         |
| 2013        | وديمة وحليمة                 | سعاد علي، ملاك الخالدي، مرعي الحليان، أسيل عمران                                      |
| 2013        | حابل نابل                    | أحمد الفرج، مبارك المانع، سلطان الفرج                                                 |
| 2013        | عطر الجنة                    | أسمهان توفيق، زهرة عرفات، إبراهيم الحساوي، شفيقة يوسف، عبدالله بوشهري، هيا عبد السلام |
| 2013        | جلثم وميثة                   | انتصار الشراح، هيا الشعيبي، لطيفة المجرن                                              |
| 2013        | سوق الحريم                   | سعاد علي، فخرية خميس، هيا الشعيبي، إلهام الفضالة                                      |
| 2014        | لمحات                        | سعد الفرج، أسمهان توفيق، عبد الرحمن العقل، باسمة حمادة، جمال الردهان، هدى الخطيب      |
| 2014        | أنيسة الونيسة                | عبد المحسن النمر، خالد البريكي، فاطمة الصفي، فخرية خميس، ملاك، عبير أحمد              |
| 2014        | صديقات العمر                 | فاطمة الصفي، بثينة الرئيسي، صمود، هنادي الكندري، باسمة حمادة، سليمان الياسين، طيف     |
| 2015        | يوميات بو رعد - الجزء الثاني | مبارك المانع، سلطان الفرج، نورة العميري                                               |
| 2015        | صيته وصنيهيت                 | عبير عيسى، محمد العجيمي، أحمد العونان، شهاب جوهر                                      |
| 2015        | الحب الحلال                  | باسمة حمادة، عبدالله بوشهري، هبة الدري، صمود، عبير أحمد، سلمى سالم، حلا               |
| 2015        | حرب القلوب                   | خالد أمين، إلهام الفضالة، بثينة الرئيسي، يعقوب عبد الله، هنادي الكندري                |
| 2016        | الوجه المستعار               | أسمهان توفيق، حسين المنصور، هنادي الكندري، سلمى سالم                                  |
| 2016        | على ذمة التحقيق              | هيا الشعيبي، ميس كمر، أحمد العونان                                                    |
| 2016        | درب العرايس                  | عبد الرحمن العقل، محمد العجيمي، طيف، هنادي الكندري، فهد البناي                        |
| 2017        | خيوط الحرير                  | هند البلوشي، ملاك، أحمد العونان، هنادي الكندري، نواف النجم، عبد الله الطراروة         |
| 2019        | حدود الشر                    | حياة الفهد هبة الدري شيماء علي هنادي الكندري ميس كمر                                  |
| 2020        | سواها البخت                  | هيا الشعيبي، احمد العونان، شيلاء سبت، فهد البناي، فخرية خميس                          |
| 2021        | الروح والرية                 | هبة الدري، ريم ارحمة، عبدالله التركماني، إيمان الحسيني، فيصل فريد،فهد البناي          |
| 2021        | بناية هب الريح               | عباس النوري،هيا الشعيبي.أندريه سكاف.غادة بشور.مروة الأطرش.روعة ياسين                  |

### المسرحيات
| سنه الإنتاج | المسرحية            | بمشاركة                                                              |
| ----------- | ------------------- | -------------------------------------------------------------------- |
| 2002        | ما يصح إلا الصحيح   | طارق العلي، عبد الناصر درويش، حسن البلام، منى عبد المجيد، شعبان عباس |
| 2003        | سوبر صطار           | طارق العلي، عبد الناصر درويش، خالد البريكي، ماغي مطران، نادية كرم    |
| 2004        | قدها ونص            | طارق العلي، عبد الناصر درويش، حسن البلام، خالد البريكي، ماغي مطران   |
| 2005        | عايلة قرقيعان       | طارق العلي، عبد الرحمن العقل، خالد البريكي، ماغي مطران، علاء مرسي    |
| 2006        | البيت بيتك          | طارق العلي، هيا الشعيبي، هند البلوشي                                 |
| 2007        | حاميها حراميها      | طارق العلي، هيا الشعيبي، خالد البريكي، مي البلوشي                    |
| 2008        | خاربه خاربه         | طارق العلي، عبد الرحمن العقل، هيا الشعيبي، مي البلوشي                |
| 2009        | أبو سارة في العمارة | طارق العلي، هيا الشعيبي، أحمد الفرج                                  |
| 2010        | بخيت وبخيته         | طارق العلي، جمال الردهان، هيا الشعيبي، أحمد الفرج، خالد العجيرب      |
| 2011        | الطرطنجي            | طارق العلي، داوود حسين، أمل عباس، مريم حسين                          |
| 2012        | بسنا فلوس           | طارق العلي، هيا الشعيبي، أحمد الفرج، أمل عباس                        |
| 2013        | المشكلجي            | أحمد الفرج، إسماعيل سرور، فاطمة عبد الرحيم، فرحان العلي              |
| 2017        | جنوب افريقيا        | عبدالعزيز المسلم، هيا الشعيبي، سعاد سلمان                            |

### في السينما
| سنه الإنتاج | اسم الفيلم     | بمشاركة                                   |
| ----------- | -------------- | ----------------------------------------- |
| 2009        | اعلان حالة حب  | مشاعل الزنكوي، محمد الرمضان، أميرة محمد   |
| 2011        | هالو كايرو     | طارق العلي، محمد العجيمي، حسن حسني        |
| 2016        | بوقة فقارة     | هيا الشعيبي، أحمد العونان، سلطان الفرج    |
| 2017        | الجولة الاخيرة | عبدالله الطليحي، أحمد العونان، نرمين ماهر |
| 2019        | مارد المرقاب   | أحمد العونان                              |
| 2021        | غيبوبة         | طارق العلي أحمد العونان                   |

### البرامج
- عيني عينك - كل الاجزاء
- سوالف - كل المواسم

## روابط خارجية
- شهاب حاجيه على موقع قاعدة بيانات الأفلام العربية